# أزرق التل الطبشوري الإسباني
أزرق التل الطبشوري الإسباني (الاسم العلمي: Lysandra albicans)، نوع من الفراشات المنتمية إلى فصيلة النحاسية. توجد في إسبانيا وغرب شمال إفريقيا.
تبلغ طول أجنحته الأمامية 18-21 ملم. فراشته تطير من يونيو إلى اغسطس.
تتغذى اليرقات على حدوة الحصان طويلة الشعر.